# Johanneskirche (Freistadt)

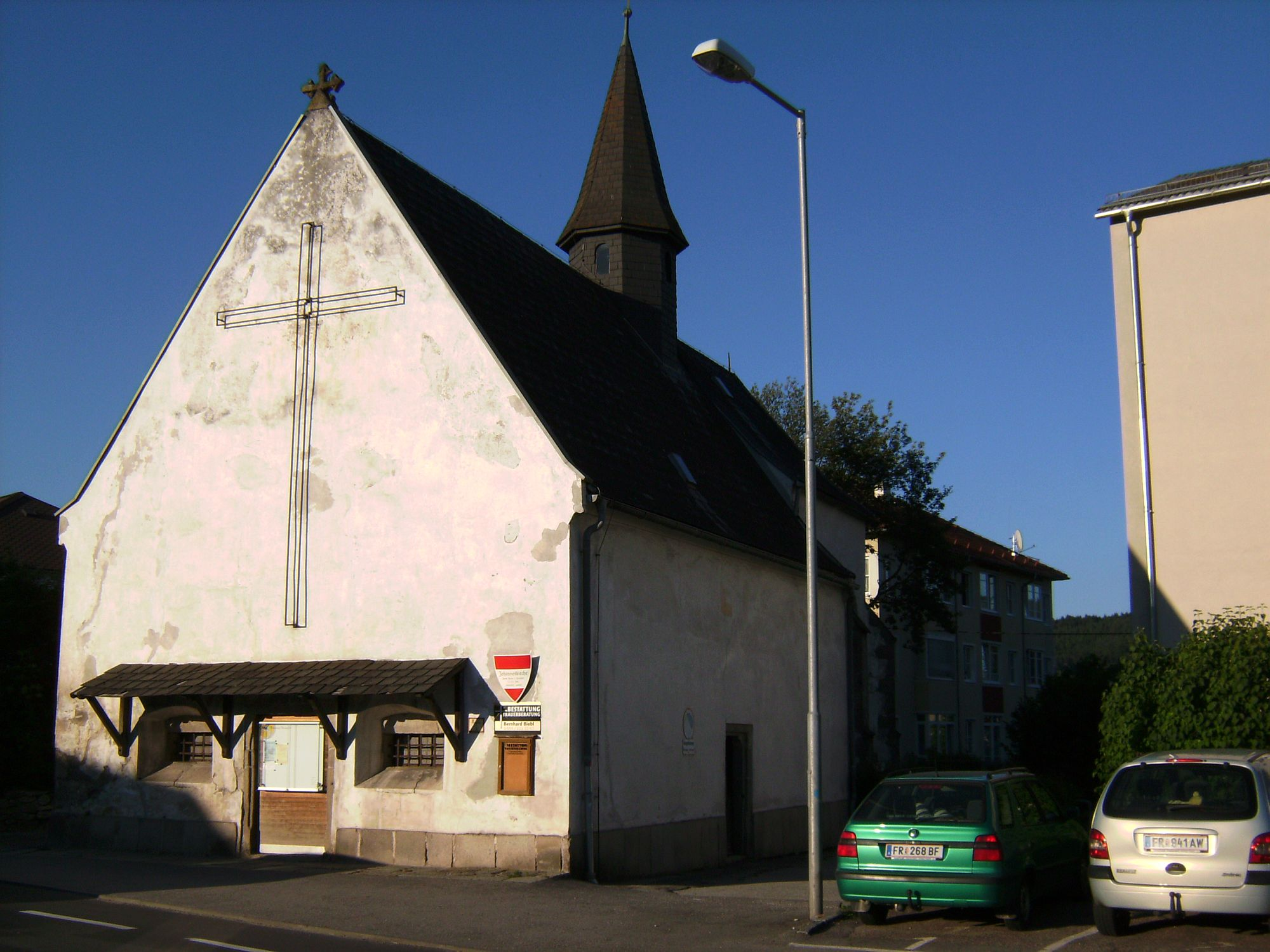
Die Johanneskirche

Die denkmalgeschützte römisch-katholische Johanneskirche in Freistadt im oberösterreichischen Mühlviertel ist die kleinste und älteste der drei Kirchen der Stadt. Die Kirche wurde vermutlich bereits vor der Stadtgründung im 13. Jahrhundert errichtet und steht weit südlich der Altstadt an der Bundesstraße 310. Die Kirche gehört der Stadtgemeinde und wird seit 2000 nicht mehr benutzt.
Die Kirche ist Johannes dem Täufer geweiht.

## Geschichte
Die Johanneskirche wurde vermutlich im 12. Jahrhundert errichtet und ist somit älter als die Stadt, Dokumente aus dieser Zeit sind keine vorhanden. Die erstmalige urkundliche Erwähnung als eine romanische Kirche war 1378. Im Jahr 1385 stiftete Hans der Tauscher den gotischen Chor.
1789 erwarb die Stadt die Kirche nach der Profanierung. In den darauffolgenden Jahren wurde sie von der Braucommune verwaltet. 1857 kaufte der Kaufmann Kaspar Schwarz die Kirche und ließ sie wieder instand setzen und weihen. Die drei damals aufgestellten Altäre und die neugotische Einrichtung wurden beim Umbau 1964 entfernt, als die Kirche zur Aufbahrungskapelle für den rund 500 Meter südlich gelegenen Friedhof adaptiert wurde. Die Orgel des Freistädter Orgelbauers Lorenz Franz Richter wurde der Kapelle im alten Krankenhaus übergeben. Bis zum Neubau der Aufbahrungshalle am Friedhof im Jahr 2000 war die Kirche in Verwendung. Seitdem wird sie nicht mehr verwendet und ist nicht zugänglich.

### Bürgerspital
In der zweiten Hälfte des 15. Jahrhunderts errichtete die Stadt neben der Kirche ein Siechenhaus, ein Krankenhaus und Altersheim im mittelalterlichen Sprachgebrauch. Der Neubau war nötig, da das alte Siechenhaus bei der Liebfrauenkirche von den Hussiten um 1430 zerstört wurde. Der Platz wurde gewählt, da die Kirche weit südlich der damaligen Stadt lag. Die Johanneskirche diente als Spitalskirche und war vom Friedhof für das Bürgerspital umgeben.
Das heutige Gebäude wurde 1710 erbaut (urkundlich bestätigt) und 1780 umgebaut. In der zweiten Hälfte des 19. Jahrhunderts folgte eine Aufstockung. Der dreigeschoßige Bau hat ebenerdig Kreuzgratgewölbe und Stichkappentonnengewölbe. Heute dient das Haus als Wohn- und Geschäftshaus und besitzt eine moderne Fassade.

## Das Äußere der Kirche
Die Kirche ist ein rund 20 Meter langer und 9 Meter breiter schlichter Bau. Die westliche Giebelfront ist schlicht, und das westliche Portal wurde im Zuge der Erhöhung des Niveaus erneuert. Beiderseits des Portals ist je ein quadratisches Fenster, und über den beiden Fenstern erstreckt sich beinahe über die ganze Westfront ein kleines hölzernes Vordach. Der Chor ist leicht eingezogen und weist schmale, hohe Spitzbogenfenster mit Maßwerk auf. Die Kirche hat einen kleinen Turm, der wie das Dach mit Eternit gedeckt ist.

## Das Innere der Kirche
Der Chor ist mit übermalten Bildern aus der Gotik und dem Barock geschmückt. Die Sakristei stammt vermutlich aus dem 16. Jahrhundert. Bemerkenswert ist der lettnerartige Dreiarkadeneinbau im Osten des Langhauses. Es finden sich übermalte Wandmalereien verschiedener Epochen. Der Chor hat ein Kreuzrippengewölbe und ist durch die Fenster einheitlich gegliedert. Eine Sakramentsnische befindet sich nicht nördlich in der Kirche. Von der ehemaligen Inneneinrichtung ist in der Kirche nichts mehr erhalten, da sie 1964 entfernt wurde.

### Grabdenkmäler
Zum Teil befinden sich bemerkenswerte Grabdenkmäler in der Kirche. So wurde dem ersten Stifter (Hans der Tauscher) ein Grabstein gewidmet und auch die Familie von Kaspar Schwarz liegt hier begraben. Weitere Grabdenkmäler: Priester Reimar (um 1381), Joseph Wolfrum (1735), Hans Egger samt seiner Frau (1690, 1688), Maria Barbara Funck (1743), Gruftdeckel der Familie Obermayr (1883–1928).